# 成田安輝
成田 安輝（なりた あんき、1864年2月9日〈文久4年1月2日〉 - 1915年7月7日）は外務省の諜報員として日本の情報活動に従事し、1901年に日本人として2番目にラサ入りを果たした人物である。チベット関係者の間ではあまり著名ではなく、チベット旅行自体が疑問視されていたが、木村肥佐生によって人物像やチベット行が明らかにされた。

## 経歴
文久4年（1864年）に鹿児島藩医の成田安秩の長男として生まれ、陸軍幼年学校（第一期生）・陸軍士官学校で学ぶが中途退学。小笠原で製塩業、アラスカで金鉱会社勤務、ユニオン・パシフィック鉄道の保線工事、台湾総督府技師などを歴任したのち、外務省の内命でチベット入り、その後は日露戦争特別任務、吉林省で鉱山調査、安東省で石油販売代理店、朝鮮で金山採掘などを行って過ごすが、1915年に奉天市で病没。

### チベット潜入
国際経験が豊富であった成田は、外務省の内命を受けてチベット潜入を試みた。
当初、5年がかりの計画を予定しており、その前に1898年から語学を学ぶ目的で1年間重慶に滞在し、その後にダルツェンドで能海寛と寺本婉雅と合流し、チベットへ向かう予定であった。しかし、四川ルート（ダルツェンドから）でのチベット入りが困難であるとしてチベット入りを断念した。1900年には本来は機密の任務であったはずの成田のチベット行が公然のものになっていたことから外務省から帰国命令が出される。その後、帰国命令は撤回されたものの、1901年に四川ルートでのチベット入りは不可能と判断し、9月に上海から汽船でカルカッタに移動し、インドルート（シッキム経由）でのチベット入りに切り替え、カルカッタからダージリン、シッキムを経由し、ギャンツェよりラサに入った。12月8日にラサ入りを果たすが、「支那人」として通していた成田に外国人ではないかとの嫌疑がかかったため、12月25日にラサを去り、1902年4月には上海に帰還している。
チベット潜入にあたっては莫大な機密費が使われている一方で、「成果」の寡少さから評価するむきは少ない。

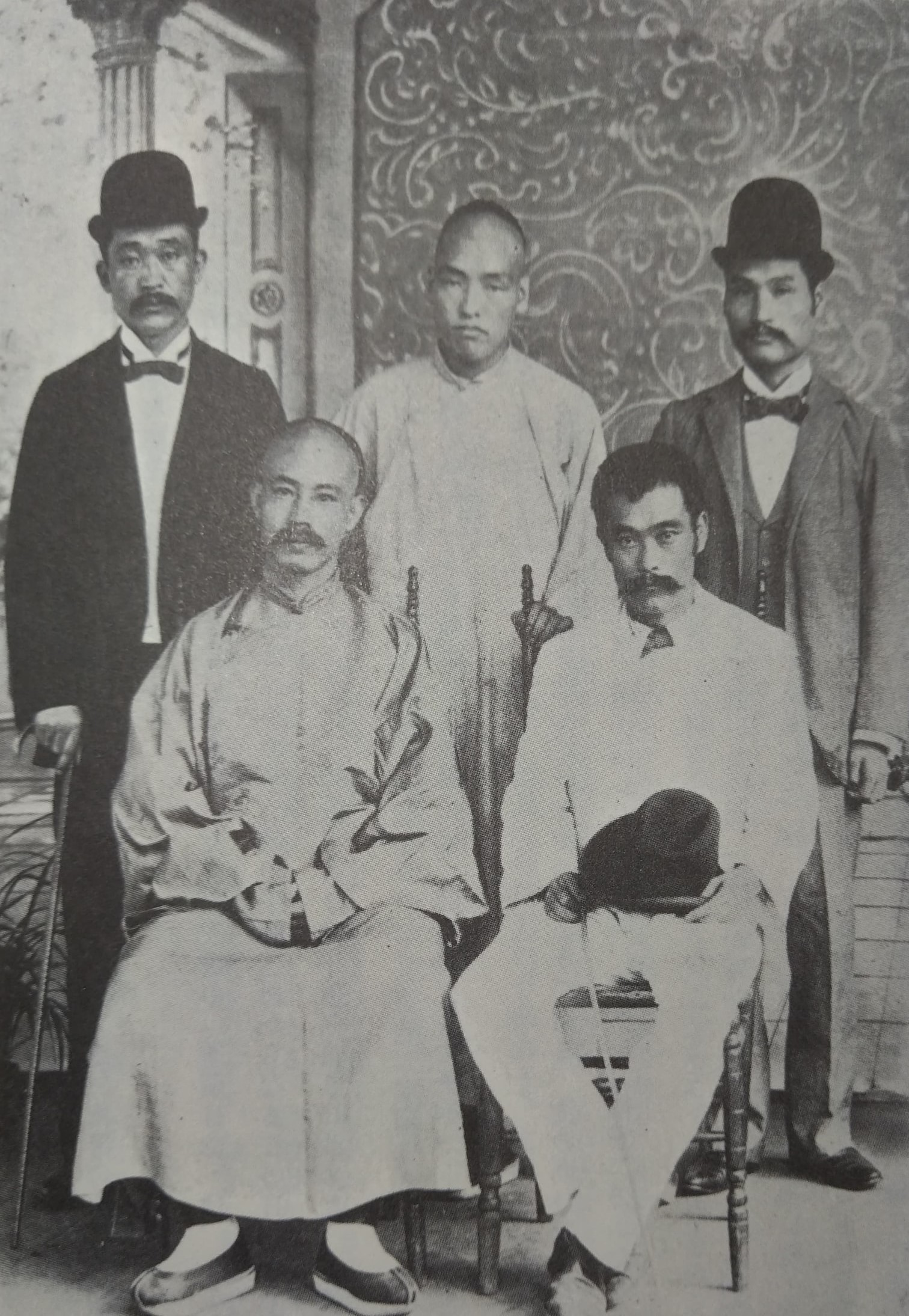
重慶の成田安輝
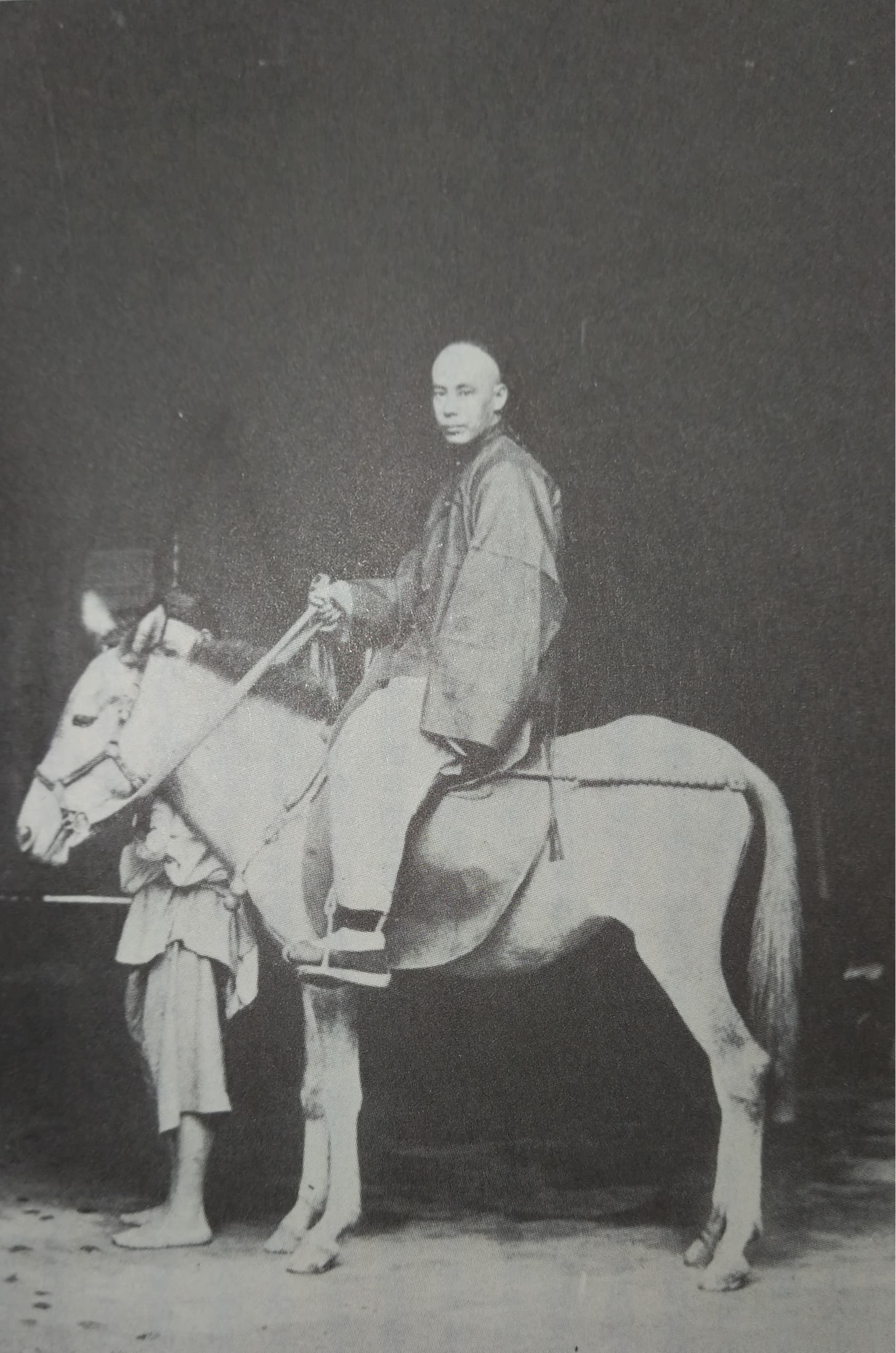
成都にて馬に乗った成田安輝。四川ルートでチベットを目指す。

### モンゴル潜入
日露戦争では特別任務をおびてゴビ砂漠を越え、モンゴルに潜入した。

## 家族
- 父: 安秩[2][7]
- 妻: よし子（旧姓・木村）[13][18]
- 長男: 安清[18][19]